# 昆卡鳥屬
昆卡鳥（學名Concornis）是一種反鳥亞綱鳥類。它們生存在白堊紀早期的巴列姆階，約1億2700萬至1億2500萬年前。其化石是在西班牙昆卡省的拉斯奧亞斯（Las Hoyas）發現。其下只有一個物種，就是湖泊昆卡鳥，遺骸不怎麼完整但卻擁有羽毛輪廓。

## 特徵
昆卡鳥體型細小，估計只有13厘米長。它們可能重75克或更多，甚至超過100克。就其喙所知甚少，但幾可肯定的是它們只有牙齒的。它們可能懂得飛行，但不較現今鳥類靈活及有耐力。它們是否擁有小翼羽並不清楚，但它們有長而窄的尾綜骨。腳較長，但只適合站立或抓著樹枝，而非奔走。它們的拇趾很大。它們的習性似乎像涉禽，只有介乎翻石鷸及小嘴鴴之間的大小。

## 分類
昆卡鳥最初被認為是比反鳥亞綱更為原始；因為當時對反鳥亞綱所知甚少，而伊比利亞鳥亦未被納入分類之內。隨著發現更多的反鳥亞綱化石，昆卡鳥亦被正式分類到反鳥亞綱之內。事實上，昆卡鳥所屬的年代及其結構都顯示它們是較為原始的反鳥亞綱。
昆卡鳥有時被分類到反鳥目之中，但未被完全接納。支序分類學的研究則認為它們應屬於華夏鳥目，與中國鳥及內烏肯鳥有關。昆卡鳥與中國鳥或華夏鳥相似的地方是它們擁有獨特呈Y狀的胸骨。無論哪一個說法正確，昆卡鳥都是可以飛越海洋的能手。

## 生態
昆卡鳥的腳及飛行結構顯示它們是廣生性的，能夠在植物間生活，在地上行走及在空中飛行。但與現今適應特有的生態位鳥類比較，它們顯然被比下去。它們的化石是在水生環境中發現，估計它們佔有部份涉禽的生態位，加上其體型可知它們是吃細小的無脊椎動物，如昆蟲或甲殼類。在陸上有很多掠食者，包括獸腳亞目及鱷目。不過它們可以輕易的飛走來逃避。